# Julian Stuer
Julian Stuer (* 1990) ist ein deutscher Pokerspieler. Er gewann 2017 das High Roller der PokerStars Championship.

## Persönliches
Stuer stammt aus Rosenheim und lebt in Wien.

## Pokerkarriere
Seine erste Geldplatzierung bei einem Live-Turnier erzielte Stuer Mitte Oktober 2010 im King’s Resort in Rozvadov. Im Juli 2011 war er erstmals bei der World Series of Poker im Rio All-Suite Hotel and Casino am Las Vegas Strip erfolgreich und belegte beim Main Event den mit knapp 65.000 US-Dollar dotierten 93. Platz. Mitte Mai 2014 wurde er beim Main Event der Bregenz Open Zweiter und erhielt dafür knapp 60.000 Euro. Anfang Mai 2016 beendete Stuer das High-Roller-Event der European Poker Tour (EPT) in Monte-Carlo auf dem 14. Rang und sicherte sich rund 85.000 Euro. Ende August 2016 belegte er beim EPT Super High Roller in Barcelona den achten Platz und erhielt mehr als 180.000 Euro Preisgeld. Bei der EPT in Prag wurde der Deutsche im Dezember 2016 Zweiter bei einem eintägigen High-Roller-Turnier und sicherte sich knapp 400.000 Euro. Anfang Mai 2017 gewann er das High-Roller-Event der PokerStars Championship in Monte-Carlo. Dafür setzte er sich gegen 186 andere Spieler durch und kassierte über eine Million Euro Preisgeld. Beim Onlinepokerraum GGPoker gewann Stuer während der High Rollers Week im November 2020 zwei Turniere mit Siegprämien von knapp 500.000 US-Dollar. Im April 2021 belegte er auf der Plattform den zweiten Platz der GG Spring Festival Super Million$, für den er knapp 1,2 Millionen US-Dollar erhielt.
Insgesamt hat sich Stuer mit Poker bei Live-Turnieren mindestens 2,5 Millionen US-Dollar erspielt.